# Пјана Ферара (Беневенто)
Пјана Ферара је насеље у Италији у округу Беневенто, региону Кампанија.
Према процени из 2011. у насељу је живело 189 становника. Насеље се налази на надморској висини од 534 м.